# Torta della nonna
La torta della nonna (en français, « tarte de grand-mère ») est un dessert qui, au fil des ans, est devenu une partie intégrante de la cuisine toscane typique. Probablement en raison de sa simplicité, le gâteau connait un tel succès qu'il devient un classique, proposé dans la grande majorité des restaurants, notamment dans les années 1980 et 1990.

## Description
Originaire d'Arezzo, c'est un gâteau à pâte sucrée fourré à la crème pâtissière et recouvert de pignons de pin et de sucre glace. La garniture crémeuse à la vanille est raffinée avec du zeste de citron frais. Un moule à tarte plat ou un moule à charnière plus haut peuvent être utilisés.
Ce gâteau fourré est maintenant disponible dans toute l'Italie et est même très populaire en Sardaigne. La recette est considérée comme la conclusion classique (dolce) d'un repas dominical italien.

## Histoire
Compte tenu de sa grande popularité dans les restaurants, les origines de ce dessert se sont perdues. Selon certains, la véritable origine de ce dessert peut être attribuée à la région d'Arezzo, tandis que d'autres optent pour une origine florentine plus récente.
Certaines sources disent que le gâteau est né d'un pari de Guido Samorini, un cuisinier et restaurateur florentin. Selon la version la plus courante, certains clients, lassés des quelques desserts que la cuisine du restaurant proposait, lui demandèrent une surprise pour la semaine suivante. Samorini leur présenta ce simple gâteau « qui plaisait tant par son goût et sa nouveauté ».
Cependant, un passage de Pellegrino Artusi insinue le doute que la torta della nonna existait déjà bien des années plus tôt : « […] j'ai trouvé le dessert aux pignons et à la crème pâtissière une pâtisserie agréable, une pâte sablée médiocre. »
L'une des variantes de ce dessert est la torta del nonno (« tarte du grand-père »), avec l'ajout de cacao et l'utilisation d'amandes à la place des pignons. D'autres variantes incluent l'ajout de cerises noires à la crème.